# Seize Royaumes
Pour un article plus général, voir Six dynasties.
304–439
Entités précédentes :
- dynastie Jin (265-420)

Entités suivantes :
- dynasties du Nord

Les Seize Royaumes (chinois simplifié : 十六国 ; chinois traditionnel : 十六國 ; pinyin : Shíliù Guó), nommé par les Chinois seize pays/royaumes des Cinq barbares (chinois simplifié : 五胡十六国 ; pinyin : wǔhú shíliù guó), étaient un ensemble de royaumes à la durée de vie très courte qui ont été fondés en Chine du Nord de 304 à 439, entre la retraite de la dynastie Jin vers le Sud et l’établissement de la dynastie des Wei du Nord, qui marque le passage dans la période des dynasties du Nord et du Sud (420-589). 
À l’origine, le terme vient de la compilation historique aujourd’hui perdue Shiliuguo Chunqiu (Annales des Printemps et des Automnes des Seize Royaumes), de Cui Hong, qui ne présentait que seize royaumes. Le terme a par la suite été élargi pour inclure l’ensemble des royaumes de Chine du Nord de l’époque 304-439, qui sont en fait une vingtaine. L'histoire de cette période est avant tout reconstituée par le Livre des Jin (Jin Shu), rédigée par les historiens officiels de la dynastie Tang au VIIe siècle, qui considèrent les royaumes de cette époque, vus comme « barbares », comme illégitimes, la seule dynastie légitime de l'époque à leurs yeux étant celle des Jin, alors représentée par les Jin de l'Est, qui dominent le Sud de la Chine. Pratiquement tous les dirigeants de ces royaumes, appelés tantôt « rois » tantôt « empereurs », appartenaient à des ethnies non-chinoises, « Barbares » (désignées globalement par le terme Wu Hu, « les cinq barbares ») par la tradition chinoise. Les Chinois han fondèrent les États du Liang occidental, du Liang postérieur et du Ran Wei (en). Les 2e et dernier empereurs du Yan septentrional étaient han.
Cette période se situe à une époque où l'ancien empire Han s'étant fragmenté, on assiste à plus de trois siècles de séparation entre la Chine du Nord et la Chine du Sud. Au cours de cette époque mouvementée, la période des Trois Royaumes (220-265 : 45 ans) est suivie de la dynastie des Jin occidentaux ou Jin antérieurs (265-316 : 51 ans, capitale Luoyang), de la dynastie des Jin orientaux en Chine du Sud (317-420 : 103 ans) et de l'époque des « Six Dynasties » (316-589) au Sud, tandis qu'au même moment en Chine du Nord la période des « Seize Royaumes » voit s'affronter ces seize royaumes de 304 à 439, soit 135 ans. Cette longue période de fragmentation se poursuit durant l'époque des « dynasties du Nord et du Sud » (420-589 : 169 ans). Elle s'achève avec la réunification entreprise sous les Sui et achevée sous les Tang. 
La période des Seize Royaumes est une ère très troublée, marquée par de nombreux conflits entre différents royaumes qui ne parviennent pas à subsister durablement : fondés par des généraux après une série de victoires, ils s'éteignent généralement après deux ou trois générations, quand un autre chef de guerre victorieux s'en empare. Les conséquences politiques et sociales de cet état de guerre continuel sont importantes : absence de structures administratives solides, importantes migrations de populations, notamment en direction du Sud, repli des communautés sur des habitats fortifiés, déclin des villes et de l'économie. La vie culturelle de la période est généralement considérée comme peu brillante en dehors de la présence de penseurs bouddhistes importants, mais elle est très mal connue car peu de textes de cette période sont parvenus jusqu'à nos jours. Les découvertes archéologiques et artistiques sont également limitées pour cette époque. Elle s'inscrit néanmoins dans une période cruciale de l'histoire de la Chine médiévale, durant laquelle s'amorce une hybridation entre Chinois et non-Chinois, qui triomphe surtout sous les Wei du Nord, unificateurs de la Chine du Nord durant la première moitié du Ve siècle.

## Chronologie politique de la période

### La période de division
| « Trois Royaumes » 220-280 : 60 ans                              | « Trois Royaumes » 220-280 : 60 ans                 |
| ---------------------------------------------------------------- | --------------------------------------------------- |
| Chine du Nord : Wei à Luoyang                                    | Chine du Sud-Ouest: Shu, Chine du Sud-Est : Wu      |
| brève réunification : Jin occidentaux à Luoyang 265-316 : 51 ans |                                                     |
| nouvelles fragmentations                                         |                                                     |
| au Nord : « Seize Royaumes » : 304-439 : 135 ans                 | au Sud : Jin orientaux 317-420 : 103 ans            |
| « Dynasties du Nord » et                                         | « Dynasties du Sud »                                |
| Wei du Nord 386-534 : 148 ans                                    | Liu Song 420-479 : 59 ans                           |
| Wei de l'Est 534-550 : 16 ans                                    | Qi ou Qi du Sud 479-502 : 23 ans                    |
| Wei de l'Ouest 535-556 : 21 ans                                  | Liang 502-557 : 55 ans                              |
| Qi du Nord 550-577 : 27 ans                                      | Liang postérieurs, ou Liang du Sud 555-587 : 32 ans |
| Zhou du Nord 557-581 : 24 ans                                    | Chen 557-589 : 32 ans                               |

### Liste des Seize Royaumes proprement dits
- Cheng Han (302-342)
- Zhao antérieur (304-329)
- Zhao postérieur (319-352)
- Liang antérieur (320-376)
- Liang postérieur (386-403)
- Liang occidental (400-431)
- Liang septentrional (397-439)
- Liang méridional (397-414)
- Qin antérieur (351-395)
- Qin postérieur (384-417)
- Qin occidental (385-431)
- Yan antérieur (348-370)
- Yan postérieur (384-409)
- Yan septentrional (398-410)
- Yan méridional (409-436)
- Xia (en) (407-431)

## L'implantation des peuples non-chinois dans les empires chinois
Depuis l'Antiquité, les royaumes chinois étaient en contact avec des peuples non-Chinois qu'ils considéraient comme « Barbares » (Hu), avec lesquels ils rentraient épisodiquement en conflits, en premier lieu les Xiongnu, peuple semi-nomade vivant dans les steppes du Nord, qui avaient constitué un adversaire coriace. D'abord menacés par les offensives de la dynastie Qin, ils avaient constitué sous les Han un royaume puissant, sans doute sous l'émulation des Chinois, qui avaient réussi à les vaincre après de rudes campagnes militaires. D'autres épisodes violents impliquèrent les Qiang, peuple vivant au Nord-Ouest de l'empire Han. 
Après ces victoires, des groupes de Xiongnu et d'autres peuples des steppes comme les Wuhuan et les Xianbei mais aussi les Qiang qui n'étaient pas un peuple semi-nomade avaient été intégrés dans l'armée des Han, tandis que d'autres étaient venus s'installer aux frontières après avoir demandé la protection de l'empire. En 90 de notre ère, étaient ainsi recensés 237 300 Xiongnu installés pour la plupart dans le nord de l'actuel Shanxi, qui devait constituer leur base future. Ils furent notamment utilisés pour combattre les Xiongnu vivant dans les steppes du Nord, dont ils connaissaient bien les méthodes de combat. Durant la période des Trois Royaumes, cette politique fut poursuivie par Cao Cao, seigneur de guerre dominant le Nord, qui utilisa de nombreux guerriers de différents peuples non-Chinois. Les Jin occidentaux poursuivirent cette politique. À la fin du IIIe siècle, plusieurs régions du Nord de la Chine comprenaient une large part de ces peuples dans leur population, en particulier le Shanxi avec les Xiongnu et les régions du Nord-Ouest autour de Chang'an avec les Qiang. On ne peut donc pas considérer qu'il y ait eu des « invasions barbares » en Chine à cette période. À l'image de ce qui se passe en Europe durant l'Antiquité tardive, il s'agit de peuples implantés depuis plusieurs générations dans l'empire et souvent déjà très influencés par la culture du centre, dont on prisait les qualités martiales, et qui prirent le pouvoir à la faveur du délitement des dynasties chinoises.
Au début du IVe siècle, plusieurs peuples non-Chinois sont donc installés dans le Nord de la Chine, surtout sur ses marges. La tradition a retenu les « Cinq Barbares » (Wu Hu) qui formèrent la plupart des Seize Royaumes. Les Xiongnu, peuple originaire des steppes de Mongolie, étaient connus depuis l'Antiquité par les Chinois, qui avaient été divisés entre les Xiongnu du Nord, vivant en dehors de l'espace chinois et préservant leurs traditions nomades, et les Xiongnu du Sud, installés en Chine du Nord, surtout au Shanxi, mais aussi dans les provinces voisines (Gansu, Shaanxi). Les Xianbei, peuple turco-mongol vivant dans les régions du Nord-Est, d'abord identifiés dans les « Montagnes des Xianbei » en Mongolie Intérieure à l'époque des Han, avaient été divisés en plusieurs groupes à l'époque de leur plus puissant souverain Tan Shihuai (milieu du IIe siècle), dont les deux plus importants étaient les Murong, actifs surtout en Mandchourie et au nord du Hebei, et les Tuoba (Tabgatch) qui évoluaient sur les marges nord de la Chine, entre le Hebei et le Gansu. Les régions occidentales étaient occupés par des peuples d'origine différente, sans doute apparentés aux peuples Tibétains : les Qiang qui étaient répartis dans le Gansu, le Qinghai et le Sichuan, et les Di qu'on trouvait dans le Shaanxi, le Gansu et le Sichuan.

## Histoire politique et militaire
Le début du IVe siècle voit la constitution dans la Chine du Nord des premiers royaumes fondés par des peuples non Chinois, les « Cinq Barbares » (Wu Hu). Pendant plus d'un siècle sont créés une vingtaine de ces royaumes, souvent de durée éphémère, dont la tradition a retenu seize qui ont donné le nom à cette période. L'histoire politique et militaire de cette période est donc très complexe, marquée par des conflits récurrents dont aucun État ne sort durablement vainqueur. De fait, aucune de ces dynasties n'a dominé la totalité de la Chine septentrionale. Les régions orientales, situées à l'« Est des Passes » (Guandong) qui séparent le cours moyen du fleuve Jaune du bassin de la rivière Wei, correspondant aux actuelles provinces du Henan, du Hebei, du Shanxi, du Shandong et du Liaoning, furent contrôlées par les Zhao postérieurs (fondés par des Jie), les Yan antérieurs, postérieurs puis méridionaux (fondés par des Xianbei de la tribu des Murong), et septentrionaux (fondés par un Han qui avait fait sa carrière chez les mêmes Murong). Les régions situées à l'ouest, à l'« Intérieur des Passes » (Guanzhong), centrées sur la vallée de la Wei, furent disputées entre des chefs de guerre Xiongnu (Zhao antérieurs, Xia), Di (Qin antérieurs), Qiang (Qin Postérieurs), et Murong (Yan occidentaux). Au début du Ve siècle, ce furent les Xianbei de la tribu des Tuoba, la dynastie des Wei du Nord, qui parvinrent à réunifier toute la Chine du Nord.

### La chute des Jin occidentaux et la constitution des premiers royaumes «Barbares»

Situation politique de la Chine du Nord en 327, au début de la période des Seize Royaumes.

Les troubles à la cour des Jin occidentaux entraînèrent en 300 la guerre des Huit Princes, qui virent le pouvoir central perdre définitivement le contrôle sur les provinces de l'empire. C'est dans ce contexte que les velléités des chefs de guerre non Chinois qui avaient été installés dans les régions septentrionales de l'empire pour aider sa défense purent s'affirmer. Le premier à se rendre indépendant fut Liu Yuan, général Xiongnu qui avait sa base dans le Shanxi. Il se déclara « Prince de Han » en 304 à Pingyang, dont il fit sa capitale, puis commença à s'étendre grâce à ses troupes dont le cœur étaient formé par des soldats issus de son ethnie. Alors que la guerre des Huit Princes s'achevait, il poursuivit ses entreprises et se proclama empereur en 308, donnant le nom de Han à sa dynastie. En 311, son neveu Liu Yao s'empara de Luoyang, la capitale des Jin, et captura l'empereur Huaidi et sa cour, massacrant durant ses événements 30 000 dignitaires et serviteurs des Jin. Huaidi fut mis à mort en 313 à l'initiative de Liu Cong, le fils et successeur de Liu Yuan. Un membre du clan impérial des Sima-Jin tenta d'assurer la continuité de la dynastie chinoise à Chang'an, la capitale occidentale, mais il fut vaincu et mis à mort par Liu Yao en 316, date retenue comme étant la fin des Jin occidentaux. Le flambeau fut repris dans le sud à Jiankang (Nankin) par Sima Rui, fondateur de la dynastie des Jin orientaux.
Le pouvoir des souverains Xiongnu n'avait pas tardé à s'effriter à l'Est, où un de leurs anciens serviteurs, Shi Le (en), d'ethnie Jie, s'était emparé de Luoyang après avoir repoussé une offensive menée par les Jin orientaux qui cherchaient à profiter des troubles au Nord pour reprendre pied dans cette région. Liu Yao, acteur des principaux succès militaires des Xiongnu, était monté sur le trône et avait déplacé sa capitale à Chang'an, où il avait changé le nom de la dynastie pour celui de Zhao (antérieurs), et ne dominait plus que le Nord-Ouest de la Chine, entre le Shanxi et le Gansu. Shi Le dominait quant à lui les régions orientales, et se proclama roi des Zhao postérieurs.
À partir de 319, Shi Le commence à constituer son État autour de la ville de Xiangguo (Hebei). Il parvient à détruire les Zhao antérieurs en 329, au cours d'un conflit qui voit la mort de son principal rival, Liu Yao. L'année suivante, il se proclame empereur. À sa mort en 333, son fils lui succède, mais il est vite renversé par son cousin Shi Hu, qui était le général le plus en vue du royaume. La tradition a fait de ce personnage un despote, qui commit plusieurs massacres (notamment la mise à mort de son fils et héritier présomptif et de ses proches) et augmenta le travail forcé du peuple, en particulier pour la construction de sa nouvelle capitale à Ye. 
Shi Hu dirigea le royaume pendant une quinzaine d'années, jusqu'à sa mort en 349. Ses successeurs se déchirèrent alors, et cela profita à Shi Min, un Chinois adopté par Shi Hu, qui fit éliminer le reste du clan des Shi, et reprit son nom de naissance Ran. Il s'ensuivit une réaction de l'élite politique chinoise, et de nombreux massacres de « Barbares », en particulier les Jie (200 000 morts selon les chroniques). Les affrontements entre les différents peuples vivant en Chine du Nord furent constants durant les deux années qui suivirent, causant de nombreux troubles dans la région et entraînant d'importantes migrations. C'est dans ce contexte que Murong Jun, chef des Yan antérieurs originaires du Nord-Est, constitua une coalition à l'appel des adversaires de Ran Min, qui fut vaincu en 352. La situation avait profité à d'autres pour constituer des royaumes en expansion aux marges de la Chine du Nord : au Nord, les Tuoba du royaume de Dai (futur noyau du royaume des Wei du Nord) ; à l'Ouest, les Di qui profitèrent de la chute des Zhao postérieurs qu'ils avaient servi pour fonder la dynastie des Qin antérieurs en 351, sous l'égide du clan Fu ; et au Nord-Ouest, les Liang antérieurs issus d'une lignée d'anciens dignitaires des Jin occidentaux, qui dominaient le corridor du Hexi et eurent des commanderies jusqu'à Turfan dans le bassin du Tarim.

### La période des Qin antérieurs
Les différents royaumes qui avaient émergé après la chute des Zhao postérieurs entreprirent des conquêtes durant les années 350-360. Les Murong de la dynastie des Yan antérieurs placèrent ainsi le Hebei sous leur contrôle et s'étendirent en direction du fleuve Jaune, établissant leur capitale à Ye. Ces États durent affronter durant les mêmes années les tentatives des généraux des Jin orientaux de reprendre les capitales du Nord. Huan Wen (en), qui dominait alors la cour de l'empire méridional, monta une expédition de grande envergure en 354, et parvint dans un premier temps à prendre Luoyang. Il connut cependant un échec cinglant dans sa tentative de déloger les Qin antérieurs de Chang'an. La retraite de son armée vers le Sud fut catastrophique, ses troupes étant décimées par les attaques répétées de ses adversaires.

L'extension maximale de l'empire des Qin antérieurs avant la bataille de la rivière Fei (ligne rouge vif), et le recul après la contre-attaque des Jin (bordeaux).

Les Qin antérieurs connurent leur essor quand Fu Jian y prit le pouvoir à la faveur d'un coup d’État en 357. Il soumit aussitôt les troupes des Qiang qui occupaient les territoires situés à son Occident. En 369, Huan Wen conduit à nouveau les troupes des Jin orientaux en direction du Nord, contre les Yan antérieurs cette fois-ci. Il fut à nouveau vaincu sur les champs de bataille du Nord, et dut reculer quand les Qin menacèrent d'intervenir auprès des Yan contre lui. Il subit une dernière lourde défaite durant sa retraite, et ne revint jamais au Nord. L'année suivante, Fu Jian se retourna contre les Yan, et leur capitale fut capturée. Fort du contrôle des riches régions du Henan et du Hebei, il enchaîna alors les succès : conquête du Sichuan sur les Jin orientaux en 373, conquête des Liang antérieurs situés au Nord-Ouest en 376, puis des Tuoba de Dai peu après, expéditions contre les royaumes du Tarim (Kucha). Il contrôlait alors la majeure partie du Nord de la Chine. Ses triomphes n'allaient cependant pas sans avoir pour contrepartie des troubles internes révélant les faiblesses structurelles de son royaume : rébellions des Xiongnu en 366, des Qiang en 367, de quatre de ses généraux issus de son lignage en 367-368, puis du Sichuan en 374, et d'un autre de ses cousins en 380.
Fu Jian ambitionnait de soumettre les Jin orientaux. Après leur avoir enlevé le Sichuan, il s'attaqua à la région du moyen Yangzi, où son fils s'empara de la ville de Xiangyang en 378-379. D'autres de ses armées prenaient la vallée de la Huai, s'ouvrant ainsi la voie vers Jiankang (Nankin), la capitale du Sud. En 383, les Jin tentèrent sans succès de reprendre les territoires perdus. Fu Jian leva alors une armée considérable (270 000 cavaliers et 600 000 fantassins selon l'Histoire des Jin). La vallée de la Huai fut à nouveau investie, avant que les troupes ne se dirigent vers les affluents de cette rivière qui ouvraient sur la région de Jiankang, où elles connurent leurs premiers revers. La bataille décisive eut lieu sur la rivière Fei, où les troupes des Qin subirent une débâcle, et durent battre en retraite.
Ce fut alors l'occasion pour les vassaux de Fu Jian, souvent des membres des anciennes dynasties qu'il avait soumises et qui avaient été intégrées dans son armée, de reprendre leur autonomie. Le premier à agir ainsi fut Murong Chui, descendant des Yan antérieurs, qui fonda la dynastie des Yan postérieurs en 386 après avoir repris le contrôle des territoires dominés par ses aïeux. D'autres généraux Murong prirent au même moment Chang'an, la capitale de Fu Jian. Ce dernier s'enfuit, mais fut capturé et mis à mort par un autre de ses anciens généraux, Yao Chang, un Qiang, qui fonda la dynastie des Qin postérieurs qui domina la région de l'Ouest des Passes. Son fils et successeur Yao Xing élimina le dernier héritier de Fu Jian en 394. Plus à l'Ouest, deux autres royaumes étaient fondés dans les mêmes années : les Qin occidentaux par un chef de guerre xianbei du nom de Tufu Guoren, et les Liang Postérieurs par un ancien général Di de Fu Jian qui avait mené des expéditions dans le Tarim, Lü Guang. Au nord, les Tuoba avaient repris leur autonomie, sous la direction de Tuoba Gui, qui fonda la dynastie des Wei du Nord.

### Les conquêtes des Wei du Nord

Les royaumes se partageant la Chine du Nord en 395-400, après la chute des Qin antérieurs.

Les royaumes se partageant la Chine du Nord en 409, après les premières conquêtes des Wei du Nord.

Au début des années 390, la Chine était donc encore plus divisée qu'elle ne l'avait été précédemment. Au Sud, l'empire des Jin orientaux était alors ébranlé par des conflits entre ses grands lignages, et ne pouvait donc entreprendre d'expéditions vers le Nord. Dans ce dernier, les armées de Tuoba Gui des Wei du Nord reçurent l'appui des Yan postérieurs à qui il avait fait allégeance pour faire face à une nouvelle menace, celle des tribus Xiongnu restées en marge de la Chine, dans les steppes de Mongolie. Tuoba Gui réussit à soumettre plusieurs tribus et leurs territoires, disposant alors de vastes ressources et de nombreux soldats. En 394, il refusa de verser un tribut aux Yan, qui envoyèrent contre lui une armée. Il évita d'abord la confrontation directe, abandonnant sa capitale pour se réfugier à l'ouest du fleuve Jaune, avant de lancer des expéditions limitées pour déstabiliser ses ennemis, puis d'attendre que l'hiver les force à se retirer pour lancer une offensive plus ambitieuse qui fut couronnée de succès. En 396, le souverain des Yan, Murong Chui, mena en personne ses troupes contre les Wei mais, après des premières victoires, il tomba malade et mourut. Durant les deux années qui suivirent, Tuoba Gui prit l'initiative du conflit et s'empara des capitales des Yan, Zhongshan et Ye, après des affrontements difficiles. Il n'élimina pas totalement les forces des Murong, puisqu'un reliquat de la dynastie des Yan postérieurs survécut en Mandchourie, et que d'autres fondèrent la dynastie des Yan méridionaux dans le Shandong. 
Les royaumes de l'Ouest entrèrent également en conflit. En 403, les Liang postérieurs furent ainsi vaincus par les Qin postérieurs. Dans les périphéries occidentales, d'autres royaumes nommés Liang s'étaient formés dans ces mêmes années : les Liang du Sud, les Liang du Nord et les Liang de l'Ouest, accentuant encore plus la fragmentation de ces régions. Les Qin postérieurs étaient les plus puissants sur le plan militaire. En 404, ils avaient appuyé la prise de pouvoir au Sichuan d'un général du Sud, Xiao Zong. Mais celui-ci fut vaincu peu après par le nouvel homme fort de la cour des Jin, Liu Yu. 
Ce dernier, qui était parvenu à pacifier et à dominer l'empire des Jin orientaux, se tourna vers le Nord à partir de 409, d'abord contre les Yan méridionaux qui furent éliminés. En 416, il décide de s'attaquer aux Qin postérieurs avec une importante armée constituée de troupes terrestres et fluviales. Il s'empara d'abord de Luoyang, puis traversa les passes l'année suivante en direction de l'Ouest où il défit à nouveau les Qin sur la Wei puis s'empara de Chang'an. Il dut néanmoins repartir vers le Sud où il fonda la dynastie des Song du Sud en 420, ne laissant sur place que des faibles garnisons. Celle de Chang'an fut délogée en 418 par Helian Bobo, le chef Xiongnu des Xia. 
Chez les Wei du Nord, Tuoba Gui s'éteignit en 409, et son fils et successeur Tuoba Si, qui régna jusqu'en 423, fut peu entreprenant sur le plan militaire, se contentant de maintenir ses positions dans la steppe face aux avancées de nouveaux rivaux, les Ruanruan et menant des expéditions dans le Shandong ; il consolida les structures agraires de son royaume. Son fils Tuoba Tao fut en revanche un général accompli, qui entreprit dans les années 430 de soumettre les autres royaumes du Nord. Il profita notamment du fait que les fondateurs de trois royaumes adverses, les Liang du Nord (qui avaient éliminé entre-temps les Liang du Sud et de l'Ouest), les Xia et les Yan postérieurs, étaient tous décédés entre 425 et 433 et laissaient la place à des successeurs moins coriaces. Il pouvait par ailleurs s'appuyer sur les importantes ressources militaires et pastorales de la steppe qu'il dominait au nord. 
Les conflits les plus aigus l'opposèrent aux Xia, à qui il prit Chang'an en 427 avant de la perdre l'année suivante. En 430, il s'empara de Luoyang où une garnison des Song du Sud était restée en place. Les Xia parvinrent en 431 à vaincre les Qin occidentaux, qui s'étaient alliés à Tuoba Tao, mais furent aussitôt vaincus à leur tour par les Tuyuhun, une tribu de Murong établie à l'ouest alliée aux Wei du Nord. Tuoba Tao a alors les mains libres pour soumettre les derniers royaumes du Nord qui s'opposent à lui : les Yan du Nord en 436, qui tombèrent après avoir demandé sans succès l'aide des Song du Sud, puis les Liang du Nord en 439.

## Évolutions politiques et sociales
L'effondrement de la dynastie des Jin de l'Ouest a laissé la place à un désordre politique voyant une succession de dynasties militaires ne reposant généralement que sur leur armée dont elles étaient tributaires des succès. Cet état de violence endémique a entraîné le dépeuplement de nombreuses régions du Nord de la Chine, notamment par d'importantes migrations en direction du Sud. D'autres firent le choix de se regrouper dans des habitats fortifiés. Beaucoup furent forcés de se déplacer au gré du sort des armes, les guerres entraînant souvent des déportations. La défaite militaire condamnait généralement le sort de la dynastie, qui ne disposait pas d'assises administratives suffisamment solides pour perdurer au moindre revers. Les peuples non-Chinois formèrent l'élite militaire et politique de ces États, reléguant généralement les Chinois à des positions subalternes. Mais ils en avaient besoin pour établir un embryon d'administration et de contrôle sur les populations, majoritairement Chinoises. S'établirent ainsi des États hybrides qui posèrent les bases des dynasties du Nord des siècles suivants.

### Des dynasties militaires instables
Les années 180 avaient vu le délitement du pouvoir central des Han postérieurs à la suite de révoltes, et la montée en puissance dans les provinces de chefs de guerre plaçant sous leur contrôle de vastes territoires qui échappèrent au pouvoir central, qui ne gardait plus qu'une souveraineté nominale. Les Trois Royaumes consacrèrent la division de l'empire, et les Jin occidentaux ne purent maintenir durablement l'unité de leur empire à la suite des révoltes nobiliaires. La suprématie politique appartenait donc aux généraux les plus puissants.
À ce jeu là, les chefs de guerre des peuples du Nord qui avaient été recrutés et installés dans leurs territoires par les différents États successeurs des Han finirent par prendre l'avantage. Leurs troupes avaient en effet de nombreux atouts qui les rendaient de plus en plus décisives dans le contexte d'affrontements récurrents. L'élite militaire « barbare » était constituée de cavaliers émérites, qui avaient introduit l'usage de l'étrier en Chine. Plus stables sur leur monture, ils pouvaient se protéger avec des armures plus solides, constituées de plaques de métal. Ils combattaient à l'épée et de plus en plus au sabre, ainsi qu'à la lance. Les fantassins qui les accompagnaient avaient des armes similaires ainsi que des arcs et des arbalètes ainsi que des hallebardes. L'encadrement de l'armée était assuré par les élites des peuples non-Chinois, et le cœur de leurs troupes était de la même ethnie. Ces peuples avaient en effet pour habitude que tous les hommes adultes soient des guerriers. Les généraux des autres ethnies qui se soumettaient étaient en général intégrés avec leurs troupes dans l'armée du vainqueur, permettant à celui-ci de renforcer encore plus sa puissance.
La Chine du Nord fut ainsi placée sous la domination des chefs de guerre des peuples du Nord et de leurs armées, qui fondèrent leurs royaumes à la place de ceux des chefs militaires chinois qui les avaient mis involontairement en position de prendre leur place. En revanche, leur avantage militaire s'étiolait au fur et à mesure qu'ils progressaient en direction du Sud. Si les terres de la plaine du Nord étaient de nature à avantager leur cavalerie sur les champs de bataille, les espaces méridionaux, dominés par les montagnes, collines, rivières et lacs n'étaient pas favorables aux combats à cheval. Manquait notamment aux armées du Nord les bateaux de guerre qui assuraient la domination des rives du Yangzi et des autres cours d'eau du Sud. Ils n'étaient pas non plus bien armés pour la guerre de siège contre les forteresses érigées par les Jin orientaux dans les espaces frontaliers.
La légitimité des chefs militaires pouvait être contestée par d'autres généraux qui parvenaient à faire pencher le sort des armes en leur faveur. Par exemple, Li Shi, fondateur des Zhao postérieurs, d'ethnie Jie, fut dans sa jeunesse garçon de ferme. Vendu comme esclave puis libéré par son maître, il forma une petite troupe qui gagna en importance durant la révolte des Huit Princes et la fin des Jin occidentaux, quand il se rangea aux côtés du plus puissant chef de guerre du temps, Liu Yuan, poursuivant son ascension sous ses successeurs qu'il finit par éliminer pour fonder à son tour sa propre dynastie. Au sein même des dynasties, la succession ne dépendait pas forcément de la règle successorale traditionnelle de la Chine impériale, celle qui favorisait le fils aîné, mais plutôt de celle des peuples nomades (similaire à la tanistrie du Moyen-Âge nord-européen) qui privilégiait le meilleur chef de guerre du lignage, qui pouvait être un frère du précédent chef, un autre fils, parfois un oncle ou un neveu, comme en témoignent le fait que chez les Zhao antérieurs le fils de Liu Yuan qui lui succéda fut Liu Cong et non l'héritier présomptif Liu He, et que chez les Zhao postérieurs le fils de Shi Le fut renversé par un neveu (ou cousin) de ce dernier, Shi Hu, à chaque fois parce que le nouveau chef était considéré comme plus apte à conduire les troupes. La période des Seize Royaumes fut ainsi marquée par une succession de dynasties fondées par des lignées de chefs de guerre dont la légitimité reposait sur la victoire militaire mais ne parvenant à se maintenir que sur quelques générations, à la condition que le clan trouve des chefs de guerre à même de rallier la majorité des soldats et remporter de nouvelles victoires, sinon ils étaient vite supplantées par d'autres. Les assises administratives de ces États qui étaient constitués autour de généraux et de leurs armées n'étaient pas suffisamment solides pour leur assurer une domination durable. Ils étaient également incapables à fédérer durablement les troupes des différentes ethnies guerrières, prêtes à abandonner un chef d'un autre peuple dès les premiers revers, comme en Fu Jian en fit les frais quand ses vassaux Qiang et Xianbei se révoltèrent contre lui après son offensive ratée contre le Sud. 
Les Wei du Nord parvinrent à mettre en place une organisation militaire plus efficace, après avoir éliminé les Murong dont ils s'inspirèrent beaucoup. Leur souverain Tuoba Gui, lorsqu'il fonda une nouvelle capitale à Pingcheng, réorganisa ses troupes en tribus inventées pour l'occasion, à qui il concéda les revenus de domaines visant à assurer leur entretien. Il constitua ainsi une armée de soldats attachés à la terre se transmettant leur charge de façon héréditaire, et dépendant plus étroitement du pouvoir central. Au fur et à mesure des conquêtes, ils établirent des garnisons sur le même modèle dans leur empire pour en assurer le contrôle.

### Insécurité et dépeuplement
Les recensements effectués durant les premiers siècles de notre ère en Chine fournissent des informations sur les tendances démographiques qu'a connues ce pays durant cette période. Un premier recensement a lieu en 2 sous les Han, et la population recensée s'élevait alors 59 millions de personnes. En 157, période d'affaiblissement de la dynastie, on comptait encore une cinquantaine de millions de recensés. Vers 280, après la réunification de la Chine par les Jin occidentaux à la suite des troubles de l'époque des Trois Royaumes, les fonctionnaires ne recensèrent plus que 16 millions de personnes. 
Deux enseignements principaux peuvent être tirés de ces données. D'abord, il y a manifestement un déclin démographique de la Chine, qui est indéniable. Cela est dû aux troubles politiques et militaires constants depuis l'époque des Han postérieurs, en particulier à partir de la division du pays à partir des années 180. Les troubles militaires de la fin des Jin occidentaux ont sans doute aggravé la situation, ainsi que l'instabilité militaire des Seize Royaumes. Mais il ne faut pas interpréter les données des recensements comme donnant une image exacte de la population du pays, notamment pour celui de 280 qui laisse de côté une grande partie des habitants de la Chine. Les troubles ont en effet entraîné de grandes difficultés voire l'impossibilité pour les fonctionnaires chargés du recensement d'enregistrer toute la population du pays, une grande partie de celle-ci vivant dans des espaces non contrôlés par le gouvernement central. Ainsi, sous les Yan méridionaux en  398-405, une campagne de recherche des non-inscrits sur les registres fiscaux aboutit à inscrire 58 000 nouveaux foyers, soit environ 300 000 personnes.
Les troubles militaires ont en effet eu pour conséquences de dépeupler les villes, en particulier les capitales qui furent victimes à plusieurs reprises de purges au cours des épisodes les plus violents (massacres, fuites, déportations). Les habitants des campagnes furent également très touchés par les campagnes militaires récurrentes. Les plus démunis allèrent donc se réfugier à proximité ou à l'intérieur des habitats fortifiés (wubi ou wubao) érigées par les notables locaux qui avaient survécu aux troubles aux abords des vallées ou sur des hauteurs, dans les lieux les plus aisés à défendre. Suivant des modalités similaires à celles de l'incastellamento, cela s'accompagna de la mise sous tutelle des réfugiés par les lignages des notables, qui disposèrent ainsi de dépendants (buqu) travaillant leurs domaines, formant parfois des milices privées, tandis qu'ils échappaient à l'emprise de l’État. Ce phénomène, en germe à la fin des Han, s'accentua au IIIe siècle et au IVe siècle dans le Nord de la Chine. Il était courant que les dépendants du domaine d'un notable local soient tous enregistrés comme un seul foyer fiscal, qui pouvait alors contenir des centaines de personnes. 
L'autre conséquence démographique importante des troubles militaires qui affectèrent le Nord furent les grandes vagues de migration vers les régions du Sud. Cela avait déjà commencé à l'époque des Trois Royaumes dans les royaumes méridionaux de Shu et de Wu. Ce fut accentué avec la chute des Jin occidentaux et la fondation de la dynastie des Jin orientaux à Nankin. 300 000 foyers auraient quitté le Nord dans ces années-là, dont 40/50 000 rien que dans la région de l'Intérieur des Passes, soit 1/3 de sa population recensée, dont une bonne partie du groupe des élites lettrées qui assuraient l'encadrement de l'empire des Jin occidentaux, laissant des régions dépeuplées et désorganisées. Les troubles politiques de la période des Seize Royaumes assurèrent la poursuite du phénomène, par exemple la chute des Qin antérieurs. De nombreux aristocrates ainsi que leurs dépendants et bien d'autres prirent les routes en direction de la basse vallée du Yangzi, du moyen Yangzi, et également du Sichuan. 
En conséquence, le manque d'hommes fut une donnée essentielle pour les royaumes du Nord. Les arrivées de peuples du Nord ne compensèrent pas les départs, tant s'en faut, car ils furent toujours minoritaires numériquement en dépit de la récurrence des vagues migratoires en direction du Sud. Plus que le contrôle des territoires, c'était le contrôle des hommes qui comptait, ce qui explique les mouvements de population forcés qui suivirent souvent les victoires des uns et des autres chefs de guerre. Après avoir pris Chang'an, Liu Cong aurait ainsi déporté sa population vers sa capitale Pingyang en 316, tandis qu'en 329 Li Shi déplaça 150 000 membres des peuples Di et Qiang dans le Hebei du Sud vers sa capitale depuis la même région.

### «Barbares» et «Chinois»
La période des Seize Royaumes voit pour la première fois des peuples non-chinois constituer des royaumes après avoir supplanté une dynastie chinoise (han). La distinction entre les deux groupes fut de mise dans tous les royaumes. Les souverains s'appuyaient pour gouverner sur un cercle de proches issus de leur propre ethnie, tandis que les Han étaient placés en position subalterne, celle de serviteurs. Se mirent ainsi en place des États hybrides, ce qui fut renforcé par le fait que les unions entre Chinois et non-Chinois furent courantes. Cela est très bien illustré par la dynastie des Yan du Nord, dont l'homme fort fut Feng Ba, un Han originaire du Hebei qui avait grandi chez les Murong et servi dans leurs armées. Il soutint la fondation de la dynastie par Gao Yun, originaire du Koguryo (en Corée) mais adopté par un souverain Murong, avant de prendre lui-même le pouvoir. La tombe de Feng Sufu, frère de Feng Ba, comprend des éléments caractéristiques des lettrés chinois, comme la pierre à encre, mais aussi des objets en or caractéristiques des traditions des peuples d'Asie centrale. En revanche, d'autres fois les relations furent plus heurtées, comme l'illustre le cas extrême de Ran Min, Chinois adopté par le clan des Shi (ethnie Jie), qui les a fait éliminer avant de diriger des massacres contre les différents peuples non-Chinois de son royaume, entraînant une période de violences entre ethnies dans les années 349-352.
Les souverains non-Chinois eurent tôt fait d'adopter les éléments caractéristiques de la monarchie chinoise issus des Han. Liu Yuan, général Xiongnu sinisé qui contribua à la chute des Jin occidentaux, se proclama roi de Han et accomplit les sacrifices que faisaient les empereurs Han. Il entendait ainsi rallier à lui les populations chinoises, en particulier leurs élites, en s'ancrant dans leurs traditions. À la même époque, le xianbei Murong Hui se proclamait chanyu, titre suprême chez les peuples de la steppe, tout en acceptant un titre honorifique de la part de la cour des Jin occidentaux déclinante. Ses successeurs fondèrent dans le Nord-Est chinois des dynasties portant le nom de Yan, repris d'un antique royaume chinois qui occupait cette région. À leur suite, les souverains furent nombreux à adopter les croyances et pratiques politiques issues de la tradition impériale chinoise : principe du Mandat céleste, sacrifices suburbains au Ciel et à la Terre, etc.
Les Murong puis surtout les Tuoba qui fondèrent le royaume des Wei du Nord réussirent progressivement à faire évoluer leur gouvernement. Ils mirent en place le modèle d'un empire dominé par un souverain certes non-Chinois, mais dominant conjointement diverses ethnies, non-Chinoises et Han. Si chez ces derniers certains refusèrent de servir des souverains « étrangers », la plupart des lettrés acceptèrent d'intégrer l'administration de ces empires, qui reprenaient les principes idéologiques et le fonctionnement des empires chinois. De fait, les souverains non-Chinois avaient besoin des lettrés chinois pour constituer l'administration de leur royaume, les élites non-Han étant essentiellement des militaires et non des administrateurs, tandis que l'appui des notables Chinois locaux dirigeant les habitats fortifiés était essentiel pour contrôler les territoires. Ils durent dès le début s'appuyer sur des ministres Chinois, comme Zhang Bin qui aida Shi Le (en) à mettre en place les institutions du royaume des Zhao postérieurs. Mais les Chinois restèrent largement exclus des institutions militaires. S'il y avait bien des soldats Chinois en nombre dans les armées, ils étaient généralement cantonnés à l'infanterie, la logistique ou les corvées. Les Wei du Nord réservèrent ainsi les charges militaires aux Tuoba durant la majeure partie du Ve siècle, mais vers la fin de celui-ci une politique d'intégration des Han et de sinisation de l'armée fut entreprise.

## Aspects culturels
La période des Seize Royaumes est généralement vue comme pauvre dans le domaine des accomplissements culturels. Le contexte politique troublé, la présence de souverains « barbares », la fuite des plus brillants lettrés vers le Sud sont vus comme des facteurs de ce déclin. La tradition postérieure chinoise a plus valorisé les productions des lettrés des Jin orientaux et des autres dynasties du Sud, condamnant à l'oubli celles de leurs homologues du Nord, et les spécialistes de l'histoire chinoise ont généralement entériné cette vision des choses. Les maigres trouvailles architecturales et artistiques pour cette période semblent abonder en ce sens. Cela doit sans doute être nuancé. De nombreux souverains non-Chinois étaient sinisés et désireux de promouvoir les études traditionnelles chinoises. Surtout, ce sont les penseurs bouddhistes, issus des différents groupes constituant le milieu intellectuel du Nord de l'époque (Chinois, « Barbares », étrangers arrivés dans le pays depuis les routes de l'Asie centrale), qui assurèrent le dynamisme de la vie culturelle, n'étant pas à la traîne par rapport à leurs homologues du Sud, avec lesquels ils furent en dialogue permanent et auxquels ils rendirent souvent visite. 

### Le recul de la tradition classique chinoise
La littérature de la période des Seize Royaumes est très peu préservée, surtout illustrées par quelques ouvrages bouddhistes conservés dans des anthologies postérieures. Les rédacteurs du Livre des Jin, qui jugeaient les États de cette période comme étant barbares et illégitimes, ont largement préféré les œuvres des lettrés méridionaux des Jin de l'Est, qui ont eu une influence importante sur la littérature de la période Tang. Ils n'ont pas tenu à mettre en avant les réalisations des écrivains du Nord, qui ont donc été largement exclus des histoires de la littérature chinoise. L'état délabré dans le Nord des études classiques chères aux lettrés chinois est ainsi illustré par le fait que, quand les souverains des Liang du Nord voulurent les raviver ils durent faire appel aux Song du Sud avec lesquels ils avaient de bons rapports, et reçurent de nombreux manuscrits qui avaient été perdus dans leurs régions. Le Livre des Sui a de ce fait porté un regard sévère sur l'attitude des souverains guerriers de cette période envers les lettres : « La règle était les combats continuels, la lance et la hallebarde étaient la principale occupation. Seuls Fu (Jian) et Yao (Xing) se préoccupèrent de la culture et de l'éducation ». 
Il y a pourtant des éléments plaidant en faveur d'une vision plus nuancée, et les éléments de continuité sont là : les gouvernants des Seize Royaumes ont souvent cherché à attirer vers eux des lettrés pour créer un foyer intellectuel autour de leur cour, et certains d'entre eux ont même pris la plume, comme Liu Cong qui aurait composé de nombreux poèmes. Zhang Liu des Liang antérieurs fut aussi un poète à ses heures, et a accueilli à sa cour du Liangzhou des écrivains dont les qualités furent reconnues par les critiques du Sud, Xie Ai et Wang Ji. Mais en raison de la perte de la plupart ces œuvres, il est impossible de se faire une idée de leurs qualités. La tradition postérieure a retenu une figure atypique de la poésie chinoise, la poétesse Su Hui, qui vécut au milieu du IVe siècle sous les Qin antérieurs, et a laissé une série de poèmes mélancoliques relatif au départ de son époux Dou Tao, parti prendre une charge administrative dans les terres occidentale où il prit une nouvelle épouse alors qu'il lui avait promis de ne pas le faire. Elle est surtout connue pour un poème en forme de palindrome, dont il a été mis en doute qu'elle en soit le véritable auteur.
Les textes relatifs à cette période laissent en tout cas transparaître le fait que nombre de souverains de la période ont plus spécifiquement cherché à promouvoir les études classiques, comme Shi Hu des Zhao postérieurs qui fit recopier les « classiques sur pierre » de l'époque des Han, versions canoniques des classiques confucéens. Les souverains non-Chinois adoptèrent les rites officiels hérités de l'époque des Han et très marqués par le confucianisme. De nombreuses allusions laissent entrevoir le respect qu'ils portaient au Ciel, divinité pourvoyeuse de la royauté, à laquelle ils offraient régulièrement des sacrifices.

### L'essor du bouddhisme

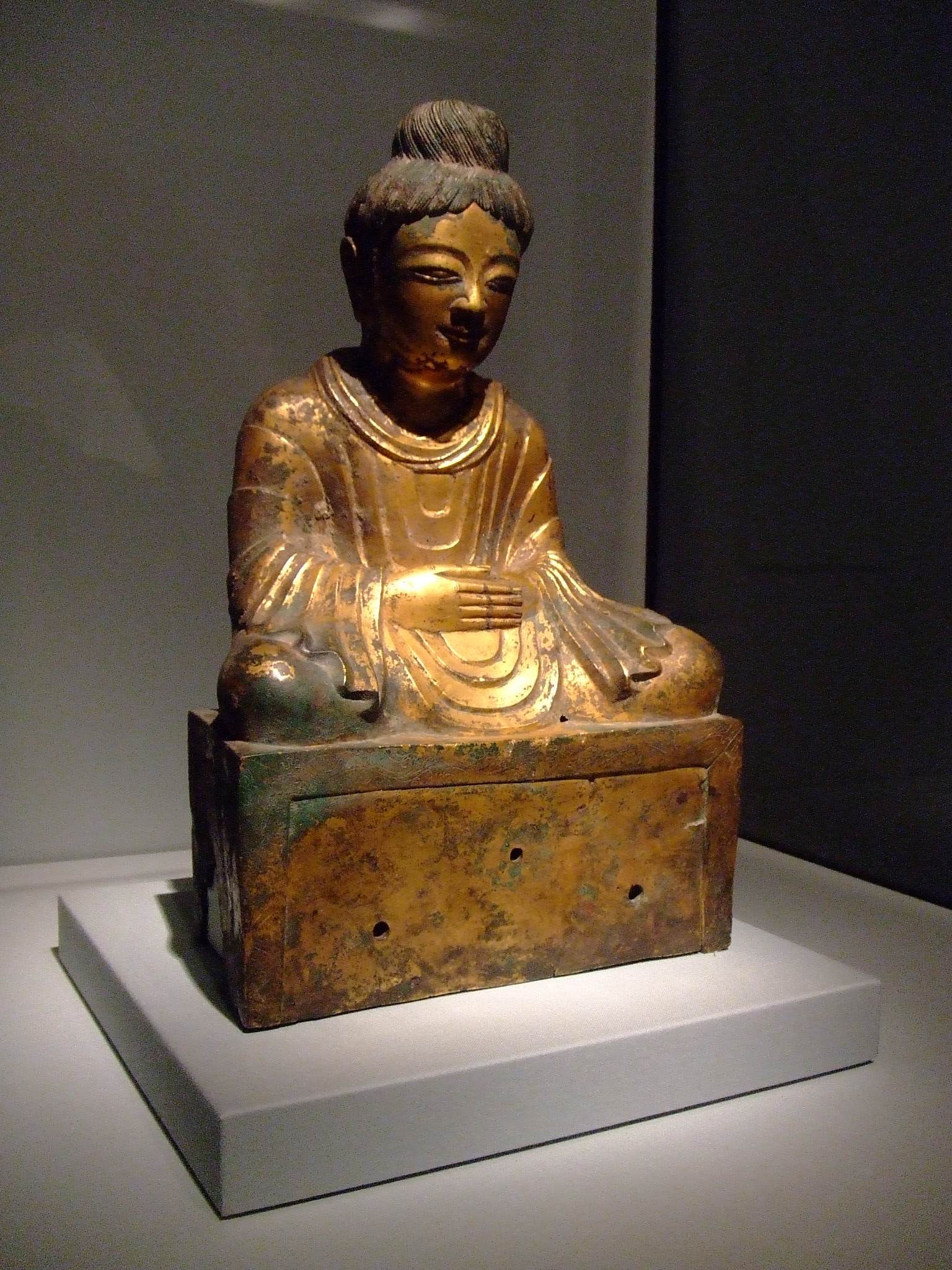
Bouddha assis, daté de 338, dynastie des Zhao postérieurs. Bronze doré, H 40 cm. San Francisco, The Asian Museum of Art.

S'il y a bien un domaine culturel dans lequel la période des Seize Royaumes fut florissante, c'est celui de la religion bouddhiste, qui connut une expansion importante, sous l'impulsion de figures importantes pour l'histoire de cette croyance en terre chinoise, souvent venues des régions occidentales d'où parvenait la nouvelle religion par les voies de la route de la soie. Le bouddhisme était en plein essor depuis la fin des Han, et cela concernait aussi à la même époque les dynasties du Sud. Les penseurs bouddhistes du Nord et du Sud échangèrent du reste couramment, même si on peut distinguer des tendances spécifiques aux deux moitiés de la Chine : le bouddhisme du Nord serait plus dévotionnel, moralisant, intéressé aux pratiques et moins porté sur les débats philosophiques qui agitaient les cercles raffinés du Sud. Les moines y seraient également plus utilisés par les souverains pour leur rôle de conseillers politiques et de spécialistes d'arts occultes.
C'est un fait que les souverains non-Chinois du Nord se sont particulièrement intéressés au bouddhisme et ont largement appuyé son essor. Mais ils ne se distinguent pas en cela de leurs voisins méridionaux, qui comptaient également parmi eux de très fervents bouddhistes. Ils cherchaient à attirer auprès d'eux les plus éminents moines bouddhistes. Fotudeng (232-348) fut ainsi conseiller de Shi Le (en) et Shi Hu pour qui il accomplit de nombreux rituels, notamment divinatoires. Son disciple Dao'an (312-385) fut un important traducteur de textes, notamment quand il fut à Chang'an après 379 sous la protection de Fu Jian. Il vécut une partie de sa vie dans le Sud, où il forma plusieurs disciples dont Huiyuan (334-416), qui eut une grande influence au Sud comme au Nord. Les Liang du Nord furent quant à eux conseillés par Dhamakshema (385-433), originaire d'Inde centrale. Le plus important traducteur de la période fut Kumarajiva, originaire de Kucha, qui fut ramené à Chang'an parmi le butin de guerre de Yao Xing des Qin postérieurs où il acquit une grande influence religieuse. Il y fut rejoint par d'éminents moines, comme Sengzhao et Daosheng, disciple de Huiyuan. Ces différents personnages furent les promoteurs d'écoles importées d'Inde et d'Asie centrale : le culte de Maitreya (Dao'an), d'Amitabha et de l'école de la Terre pure (Huiyuan), Sutra du Nirvana (Daosheng), école de la « voie moyenne » (Madhyamika, par Kumarajiva). Ils contribuèrent ainsi à la diversité du bouddhisme de Chine à une époque où aucune école locale ne s'était encore formée. Une dernière figure importante du bouddhisme originaire du Nord de cette époque fut Faxian (v. 337-422), qui accomplit de 399 à 412 un voyage qui le conduit dans l'Inde des Gupta d'où il rapporta de nombreux manuscrits qu'il traduisit dans le Sud, à Jiankang.
Le succès du bouddhisme à la période des Seize Royaumes est également illustré par le développement de l'art bouddhiste. La plus anciennes image du Bouddha connue et datable pour la plaine de Chine du Nord est une statuette en bronze doré datée de 338, sous les Zhao postérieurs, dont l'aspect renvoie à l'art d'Asie centrale et même plus loin à celui de Gandhara ; il est possible que d'autres œuvres similaires soient plus anciennes. Ces statuettes en bronze doré représentant le Bouddha en posture de méditation connurent une grande popularité durant les décennies suivantes en Chine du Nord. L'art bouddhiste semble surtout florissant à l'ouest, au contact de l'Asie centrale, dans le Gansu des Liang du Nord au début du Ve siècle, où se retrouvent des statues mais aussi les premiers stupas sculptés, ainsi que des stèles. À la fin de la période apparaissent dans cette région apparaissent les grottes servant de monastères ornées de sculptures sur pierre de Bouddhas et Bodhisattvas peints, influencées par celles que l'on trouvait plus à l'ouest (Kizil), à Mogao et un peu plus loin vers l'est dans le domaine des Qin occidentaux, à Bingling. Ces régions posent les bases de l'art bouddhiste développé durant le reste du siècle par les Wei du Nord, notamment dans les grottes de Yungang, d'autant plus que ces derniers ont déplacé dans le cœur de leur royaume de nombreux moines venus des régions occidentales après qu'ils les ont conquises.

### Les sépultures et leur art
La majorité des découvertes archéologiques concernant la période des Seize Royaumes proviennent de tombes. Si des capitales de plusieurs des États de la période furent fouillées, en premier lieu Ye, les archéologues n'y ont pas repéré de traces de cette période (soit qu'elles en soient absentes soient qu'elles soient difficiles à distinguer des niveaux des périodes les précédant ou les suivant). Shengle, la première capitale des Wei du Nord, a pu être explorée, ainsi que la seconde, Pingcheng (Datong), qui fut fondée en 399. 
L'exploration des tombes a révélé des spécificités régionales. Dans la plaine Centrale, autour de l'ancienne capitale Luoyang, les tombes du IVe siècle sont clairement moins vastes que celles de la période précédente, signe de l'appauvrissement de la région sous les Seize Royaumes. Elles ont livré peu d'objets. Une tombe plus vaste a été exhumée plus à l'ouest dans le voisinage de Chang'an (Xi'an), comportant deux chambres et une longue rampe conduisant vers l'extérieur, mais sans maçonnerie de briques. Elle n'est que vaguement datée, comme bien d'autres tombes de la période.
Les tombes du Nord-Est, domaine des dynasties Yan fondées par les Murong, exhumées dans le Liaoning occidental autour de Chaoyang et de Beipao, ont livré plus d'informations et d'objets, et plusieurs d'entre elles ont été l'occasion de trouvailles remarquables. Les tombes des élites de ces royaumes ont des murs formés par des blocs de pierre, délimitant parfois plusieurs chambres. Ces murs sont dans plusieurs cas ornés de peintures sur plâtre, dont des restes ont pu être préservés, les ancrant dans la tradition des tombes peintes du Nord qui se poursuit durant les siècles suivants. Elles présentent un matériel archéologique reflétant l'aspect hybride de ces royaumes : les sceaux, les pierres à encre, les objets en laque, en jade et les miroirs de bronze sont caractéristiques de la tradition des élites lettrées chinoises ; les jarres guan grises, les cercueils de forme trapézoïdale (plus larges au niveau de la tête), les harnachements de chevaux, les armes et la vaisselle en fer reflètent les traditions des Xianbei. Le plus riche matériel archéologique provient de la tombe de Feng Sufu, frère du roi Feng Ba des Yan du Nord, exhumée près de Beipiao. On y a mis au jour des objets de type chinois et xianbei (notamment une des plus anciennes paires d'étriers connues), mais aussi des parures caractéristiques des peuples des steppes bien connus par les tombes de Mongolie intérieure de la même époque (couronnes ou diadème en or comprenant notamment des feuilles en or), ainsi que des objets venant des cités d'Asie centrale (vaisselle en verre).
Les tombes du Nord-Ouest, dans le Gansu des Liang postérieurs et septentrionaux, présentent d'autres caractéristiques. Elles sont creusées plus profondément que dans les autres régions, souvent signalées en surface par des monticules. Plusieurs d'entre elles sont regroupées dans un enclos quadrangulaire, réunissant les sépultures d'une même famille. Le groupe de Jiayuguan est le plus remarquable, mais ces tombes ont été pillées et n'ont donc livré que peu d'objets. D'autres tombes semblables datées des mêmes périodes ont été exhumées près de Dunhuang. Le profil des tombes contemporaines de la région de Turfan (le groupe des tombes d'Astana, Xinjiang, dont l'art atteste des échanges entre les traditions chinoises et celles de l'Asie intérieure) présente des similitudes avec celles du Gansu.